# Емил Сиоран
Емил М. Сиоран (рум. Emil Cioran; Рашинари, 8. април 1911 — Париз, 16. август 1995) био је румунски филозоф и есејиста.

## Биографија
Рођен је 1911. године у селу Рашинари, које се, као и читава Трансилванија, налазило у саставу тадашње Аустроугарске. По завршетку гимназије у Сибињу, студирао је филозофију у Букурешту, где је и дипломирао, одбранивши рад о Анрију Бергсону. Своју прву књигу, на матерњем језику, под насловом „На рубовима очаја“, објавио је 1934. године и за њу добио награду намењену неафирмисаним младим ауторима. Током 1936. и 1937. године био је професор у гимназијама у Брашову и Сибињу, а крајем 1937. године добио је стипендију Француског института у Букурешту за наставак студија у Паризу, након чега напушта домовину у коју ће се само једном накратко вратити 1940-41. године.
Одлазак у Француску за Сиорана представља прекретницу и у идеолошком и у књижевном смислу. За собом оставља младалачко кокетирање са фашизмом и нацизмом (озлоглашена књига „Трансфигурација Румуније“ из 1936) и учи француски језик на коме ће написати сва своја најважнија дела. Након завршетка Другог светског рата, објавио је више књига есеја, записа и афоризама: „Кратак преглед распадања“ (1949), „Силогизми горчине“ (1952), „Историја и утопија“ (1960), „Пад у време“ (1964), „Зли демијург“ (1969) и „О незгоди бити рођен“ (1973), од којих је већина преведена и на српски језик.
Иако његова филозофија одише песимизмом, а централно место заузимају теме као што су „отуђење, апсурд, досада, узалудност, пропадање, тиранија историје, вулгарности промене, свест као агонија, разум као болест“ (Вилијам Х. Гес), Сиоран је знао да каже: „Живим само зато што је у мојој моћи да умрем кад ми се прохте; без идеје о самоубиству, одавно бих се убио.“
Умро је 1995. у Паризу у 84. години живота.

## Одабрана дела

### На румунском
- Pe culmile disperării (literally On the Summits of Despair; translated "On the Heights of Despair"), Editura "Fundația pentru Literatură și Artă", Букурешт, 1934
- Cartea amăgirilor ("The Book of Delusions"), Букурешт, 1936
- Schimbarea la față a României ("The Transfiguration of Romania"), Букурешт, 1936
- Lacrimi și Sfinți ("Tears and Saints"), "Editura autorului" 1937
- Îndreptar pătimaș ("The Passionate Handbook"), Humanitas, Букурешт, 1991

### На француском
Сва Сиоранова дела је са француског на енглески превео Ричард Хауард.
- Précis de décomposition ("A Short History of Decay"), Gallimard 1949
- Syllogismes de l'amertume (пр. "All Gall Is Divided"), Gallimard 1952
- La Tentation d'exister ("The Temptation to Exist"), Gallimard 1956 | Издање на енглеском језику:  978-0-226-10675-5
- Histoire et utopie ("History and Utopia"), Gallimard 1960
- La Chute dans le temps ("The Fall into Time"), Gallimard 1964
- Le Mauvais démiurge (дословно The Evil Demiurge; пр. "The New Gods"), Gallimard 1969
- De l'inconvénient d'être né ("The Trouble with Being Born"), Gallimard 1973
- Écartèlement (пр. "Drawn and Quartered"), Gallimard 1979
- Exercices d'admiration 1986, и Aveux et anathèmes 1987 (преведено и груписано као "Anathemas and Admirations")
- Œuvres (Collected works), Gallimard-Quatro 1995
- Mon pays/Țara mea ("My country", написан на француском, књига је прво објављена у Румунији као двојезично издање), Humanitas, Букурештt, 1996
- Cahiers 1957–1972 ("Notebooks"), Gallimard 1997
- Des larmes et des saints, L'Herne | Издање на енглеском језику:  978-0-226-10672-4
- Sur les cimes du désespoir, L'Herne, | Издање на енглеском језику:  978-0-226-10670-0
- Le Crépuscule des pensées, L'Herne,
- Jadis et naguère, L'Herne
- Valéry face à ses idoles, L'Herne, 1970, 2006
- De la France, L'Herne, 2009
- Transfiguration de la Roumanie, L'Herne, 2009
- Cahier Cioran, L'Herne, 2009 (Неколико необјављених докумената, писама и фотографија).